# N,N'-二环己基碳二亚胺
N,N'-二環己基碳二亞胺（簡稱為DCC）是一個常用的脫水劑，化學式為C13H22N2，在多肽合成時尤其重要。

## 性质
白色有气味的晶体，熔点很低，可溶于二氯甲烷、四氢呋喃、乙腈和二甲基甲酰胺，但不溶于水。
分子中的C-N=C=N-C一部分不是平面结构，为正交排列，类似于丙二烯。它有以下共振式： 
{\displaystyle {\rm {\ RN\!=\!C\!=\!NR\leftrightarrow RN^{+}\!\equiv \!C\!-\!N^{-}R\leftrightarrow RN^{-}\!-\!C\!\equiv \!N^{+}R}}}

## 合成
DCC的制取方法有：
1、环己胺和环己基异腈在乙酸钯、碘和氧气作用下，偶联生成DCC，产率可达67%：
{\displaystyle {\rm {\ C_{6}H_{11}NC+C_{6}H_{11}NH_{2}+O_{2}\rightarrow (C_{6}H_{11}N)_{2}C+H_{2}O}}}
2、两分子环己基异氰酸酯在OP(MeNCH2CH2)3N催化下缩合生成DCC，产率92%：
3、两分子环己胺与二硫化碳缩合生成二环己基硫脲，再用氧化汞处理得到DCC：
4、二环己基脲与芳基磺酰氯、碳酸钾和氯化苄基三乙基铵（相转移催化剂）反应生成DCC：

## 反应
二环己基碳二亚胺作失水剂，可用于酰胺、腈和酮的合成，自身转化为同样不溶于水的二环己基脲（DCU）。它也可使二级醇发生构型翻转。
Moffatt氧化：DCC和二甲基亚砜（DMSO）的混合溶液是Pfitzner-Moffatt氧化反应的氧化剂，可以将醇氧化为醛/酮。反应控制在醛一步，不生成羧酸。

失水：DCC使醇失水，经由O-酰基硫脲中间体，生成烯烃。{\displaystyle {\rm {\ RCHOHCH_{2}R'+(C_{6}H_{11}N)_{2}C\rightarrow RCH\!=\!CHR'+(C_{6}H_{11}NH)_{2}CO}}}
构型翻转：二级醇与DCC和甲醛混合得到甲酸酯类，再用甲醇钠之类的碱处理，发生皂化反应，得到发生构型翻转的醇。
酯化：DCC和催化量的4-二甲氨基吡啶（DMAP）作用下，醇（包括一些三级醇）可与羧酸发生酯化反应。

## 多肽合成
使用失水剂DCC是除活化羧基外，另一个比较重要的接肽的方法。首先用苄氧羰基、叔丁氧羰基等保护基保护氨基，用酯类保护羧基，并将侧链保护起来。然后让反应物与DCC作用，两个底物缩合成目标多肽，DCC转化为二环己基脲。最后用Pd-C催化氢化除去保护基，就得到游离的二肽。